# لويس دي آيل
لويس دي آيل (بالألمانية: Louis De l’Isle de la Croyère) (و. 1685 – 1741 م) هو مستكشف، وعالم فلك من فرنسا . ولد في باريس . وكان عضواً في الأكاديمية الروسية للعلوم .
توفي في خليج أفاشا، عن عمر يناهز 56 عاماً. بسبب بثع .